# El Diario de los Literatos
El Diario de los literatos de España en que se reducen a compendio los escritos de los autores españoles, y se hace juicio de sus obras fue una publicación periódica española de carácter trimestral, publicada desde 1737 hasta 1742.
Lo fundaron tres miembros de la Real Academia de la Historia, el  turolense Juan Martínez Salafranca (1697-1772), Leopoldo Jerónimo Puig y Francisco Javier Manuel de la Huerta y Vega bajo la protección de Felipe V (y en sus dos primeros tomos, de la Real Academia de la Historia), y llegó a publicar siete volúmenes. Siguiendo el modelo del Journal des Savants parisino de 62 años antes y de las Mémoires pour Servir à l'Histoire des Sciences et des Arts, más conocidas como las Mémoires de Trévoux, su misión era modernizar la cultura del país por medio de juicios y reseñas de los libros publicados en España, para elevar y dignificar el nivel de los escritores españoles y dar a conocer en el extranjero sus obras científicas, filosóficas y literarias.
Así se inauguraba con este Diario en España un periodismo científico y literario de calidad, propio del racionalismo ilustrado, y luchador contra la estética y el espíritu barrocos, pese a lo cual las informaciones que aportaban solían venir casi solamente de Francia y de segunda o tercera mano. Apenas citan, por ejemplo, las Philosophical Transactions, las Acta Eruditorum o la Miscellanea Berolinensia.
Defendieron con energía los planteamientos de autores como Benito Jerónimo Feijoo o Ignacio de Luzán, lo que les provocó numerosos enemigos (Ignacio de Armesto, Mayáns, fray Jacinto Segura, Diego de Torres Villarroel...) y ofreció a sus lectores más de ochenta reseñas de libros redactadas por los editores o por colaboradores ocasionales como Juan de Iriarte, autor de parte de la reseña de la Poética de Ignacio de Luzán.[cita requerida] Sostuvo con frecuencia polémicas, en particular contra el erudito novator Gregorio Mayáns y Siscar, bajo el pseudónimo de "Plácido Veranio", más bien derivadas de ser este de familia austracista que por diferencias de fondo.
Tenía 400 páginas, formato de libro, costaba de 4 a 5 reales y ponía en circulación una tirada de 1000 / 1500 ejemplares. El entonces neologismo "literato" pasó a engrosar el Diccionario de la Real Academia de la Lengua Española.